# Titularbistum Termae Himerae
Termae Himerae (ital.: Termini Imerese) ist ein ehemaliges Bistum der römisch-katholischen Kirche und heute ein Titularbistum.
Es geht zurück auf das Bistum der Stadt Termini Imerese (lateinisch: Thermae Himerenses) auf Sizilien, das bereits in der Antike bestand.
| Titularbischöfe von Termae Himerae |                                                     |                                                                        |                   |                   |
| Nr.                                | Name                                                | Amt                                                                    | von               | bis               |
| 1                                  | Antonio Maria Travia Titularerzbischof pro hac vice | Präsident der Apostolischen Almosenverwaltung (Päpstlicher Almosenier) | 16. Dezember 1968 | 5. Februar 2006   |
| 2                                  | Jean-Yves Nahmias                                   | Weihbischof in Paris (Frankreich)                                      | 1. Juni 2006      | 9. August 2012    |
| 3                                  | Paolo Giulietti                                     | Weihbischof in Perugia-Città della Pieve (Italien)                     | 30. Mai 2014      | 19. Januar 2019   |
| 4                                  | Marco Salvi                                         | Weihbischof in Perugia-Città della Pieve (Italien)                     | 15. Februar 2019  | 11. November 2022 |
| 5                                  | Alfonso Raimo                                       | Weihbischof in Salerno-Campagna-Acerno (Italien)                       | 30. April 2024    |                   |